# بيديمونتي سان جيرمانو
بيديمونتي سان جيرمانو (محليًا برمونت ) هي بلدية تقع في مقاطعة فروزينوني تحديدًا في منطقة لاتسيو الإيطالية ، وبالتحديد في وادي نهر ليري حيث انها تتواجد على بعد حوالي 110 كيلومتر (68 ميل) جنوب شرق روما وحوالي 35 كيلومتر (22 ميل) جنوب شرق فروزينوني .
وتعد بيديمونتي سان جيرمانو الموطن الأم لمصنع إنتاج سيارات فيات كاسينو .

## روابط خارجية
- الموقع الرسمي